# Герцог де Дуркаль

Герб города Дуркаль.

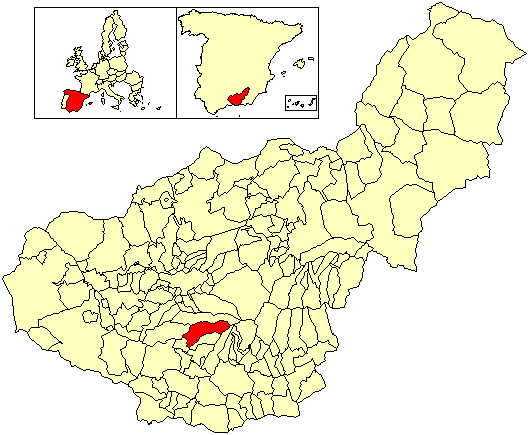
Локализация Дуркаля, провинция Гранада, Испания

 Герцог де Дуркаль  — испанский аристократический титул. Он был создан 25 ноября 1885 года королём Альфонсо XII для его родственника дона Педро де Алькантары де Бурбона и Бурбона (1862—1892). Название титула происходит от названия города Дуркаль (район Валье-де-Лекрин, провинция Гранада, автономное сообщество Андалусия).
Педро де Алькантара де Бурбон-и-Бурбон (1862—1892) был вторым сыном инфанта Себастьяна Габриеля де Бурбон-и-Браганса (1811—1875) и Марии Кристины де Бурбон (1833—1902). Педро де Алькантара был праправнуком короля Испании Карла III (по мужской линии) и правнуком короля Португалии Жуана VI (по женской линии). Дети Себастьяна Габриеля де Бурбона, несмотря на родство с королём Альфонсо XII, не получили титулы инфантов Испании. Два из четырёх братьев Педро получили герцогские титулы, один стал герцогов де Ансола, а другой — герцогом де Марчена. Третий брат отказался от предложенного ему дворянского титула, а самый младший брат скончался в молодости.
После свержения испанской королевы Изабеллы II в 1868 году три брата находились в плачевном финансовом состоянии. Франсиско Асис де Бурбон, бывший король-консорт Испании и супруг Изабеллы II, взял на себя ответственность за сыновей Себастьяна Габриеля и платил за их школьное обучение в Париже. После вступления на престол короля Альфонсо XII в конце 1874 года положение Педро и его братьев улучшилось, позднее они получили соответствующие дворянские титулы и заключили выгодные брачные союзы.

## Герцоги де Дуркаль
|                              | Титул | Период                       |
| Креация создана Альфонсо XII | Креация создана Альфонсо XII                                                                             | Креация создана Альфонсо XII |
| ---------------------------- | --- | ---------------------------- |
| I                            | Педро де Алькантара де Бурбон-и-Бурбон (1862—1892), второй сын Себастьяна Габриеля де Бурбона-и-Браганса | 1885—1892                    |
| II                           | Фернандо Себастьян де Бурбон-и-Мадан (1891—1944), единственный сын предыдущего                           | 1892—1944                    |
| III                          | Мария Кристина де Бурбон-и-Бош-Лабрус (1913—2002), старшая дочь предыдущего от первого брака             | 1944—2002                    |
| IV                           | Мария Кристина Паниньо-и-Бурбон (род. 1932), старшая дочь предыдущей                                     | 2002 — н. в.                 |

## История герцогов Дуркаль
- Педро де Алькантара де Бурбон-и-Бурбон (12 декабря 1862 — 5 января 1892), 1-й герцог де Дуркаль. Второй сын инфанта Испании Себастьяна Габриеля де Бурбона и Браганса (1811—1875) и португальской инфанты Марии Терезы де Браганса (1793—1874). Он был женат на Марии де ла Каридад де Мадан и Уриондо (1867—1912), от которой у него было трое детей (две дочери и один сын). Последний и стал его преемником:
- Фернандо Себастьян де Бурбон-и-Мадан (4 февраля 1891 — 28 марта 1944), 2-й герцог де Дуркаль. Он женился на донье Марии Летисия Бош-Лабрус и Блат, придворной даме королевы Виктория Евгении Баттенбергской, сестре виконта Бош-Лабруса из богатой каталонской семьи. У них было две дочери, старшая из которых и унаследовала от отца герцогский титул:
- Мария Кристина де Бурбон-и-Бош-Лабрус (15 мая 1913 — 28 июля 2002), 3-я герцогиня де Дуркаль. Её мужем стал южноамериканский магнат Антенор Патиньо Родригес, по прозвищу «Оловянный Король», владелец крупнейших оловянных рудников в мире (Боливия). У них было две дочери, старшая из которых стала её преемницей:
- Мария Кристина Патиньо-и-Бурбон (род. 2 августа 1932), 4-я герцогиня де Дуркаль. Были трижды замужем. Её первым мужем был французский дворянин Марк-Шарль-Луи де Бово-Краон, принц Бово-Краон, от брака с которым у неё было две дочери. Супруги развелись в 1958 году. Вторично она вышла замуж за Эрнеста Шнайдера (развод в 1972 году), от которого у ней также была одна дочь. Её третьим мужем стал Кристо Куртефф, с которым она развелась в 1985 году.

## Генеалогическая таблица
| Карл III (1716—1788)                                                  |  |  |  |  |  |
|                                                                       |  |  |  |  |  |
| Габриель де Бурбон, инфант Испании (1752—1788)                        |  |  |  |  |  |
|                                                                       |  |  |  |  |  |
| Педро Карлос де Бурбон, инфант Испании и Португалии (1786—1812)       |  |  |  |  |  |
|                                                                       |  |  |  |  |  |
| Себастьян Габриель де Бурбон, инфант Испании и Португалии (1811—1875) |  |  |  |  |  |
|                                                                       |  |  |  |  |  |
| Педро де Алькантара де Бурбон, 1-й герцог де Дуркель (1862—1892)      |  |  |  |  |  |
|                                                                       |  |  |  |  |  |
| Фернандо Себастьян де Бурбон, 2-й герцог де Дуркаль (1891—1944)       |  |  |  |  |  |
|                                                                       |  |  |  |  |  |
| Мария Кристина де Бурбон, 3-я герцогиня де Дуркаль (1913—2002)        |  |  |  |  |  |
|                                                                       |  |  |  |  |  |
| Мария Кристина Патиньо-и-Бурбон, 4-я герцогиня де Дуркаль (род. 1932) |  |  |  |  |  |
|                                                                       |  |  |  |  |  |
| принцесса Мария Исабель де Бово-Краон (род. 1953)                     |  |  |  |  |  |
|                                                                       |  |  |  |  |  |
| Себастьян Ботана-и-Бово-Краон (род. 1987)                             |  |  |  |  |  |